# Inside Job (film 2010)
Inside Job (dosł. z ang. Wewnętrzna robota) – amerykański film dokumentalny z 2010 roku w reżyserii Charlesa Fergusona traktujący o kryzysie finansowym trwającym od 2007.
Film miał premierę podczas 63. MFF w Cannes w maju 2010. Obraz został nagrodzony Oscarem za rok 2010 w kategorii pełnometrażowego filmu dokumentalnego.
Według Fergusona film jest o „ogólnosystemowym zepsuciu Stanów Zjednoczonych przez branżę finansową oraz o konsekwencjach tego zepsucia”. W pięciu częściach film przedstawia, w jaki sposób zmiany w polityce finansowej i praktykach bankowych pomogły wywołać kryzys finansowy 2008 roku. Inside Job był ogólnie dobrze przyjęty przez krytyków, którzy chwalili jego tempo, dobre zbadanie tematu oraz przystępne wyjaśnienie skomplikowanego materiału.

## Treść
Tematem Inside Job jest globalny kryzys finansowy z lat 2007–2009. Film przedstawia wyjaśnienia z dziedziny ekonomii oraz obszerne wywiady z finansistami, politykami, dziennikarzami oraz przedstawicielami środowisk akademickich. Narracja filmu podzielona jest na pięć części.
Film skupia się na zmianach w branży finansowej, które zaszły podczas ostatniej dekady przed kryzysem, a także na politycznych ruchach w kierunku deregulacji tej branży. Wyjaśnia także, jak rozwój skomplikowanych mechanizmów finansowych, takich jak rynek terminowy, pozwolił na duży wzrost ryzyka finansowego i ominięcie starszych regulacji, których celem była kontrola ryzyka. Podczas przedstawiania rozwoju kryzysu twórcy filmu przypatrują się także konfliktom interesów w sektorze finansowym, z których wiele – jak sugerują – nie jest należycie ujawnionych. Film sugeruje, że te konflikty interesów wpłynęły zarówno na agencje ratingowe, jak i ekonomistów, którzy otrzymywali wynagrodzenie jako konsultanci, ale nie ujawniali tych informacji w swoich pracach naukowych, oraz że te konflikty interesów odegrały znaczącą rolę w zaostrzeniu kryzysu i zaciemnieniu jego obrazu.
Motywem przewodnim filmu jest presja wywierana przez branżę finansową na procesy polityczne, mająca na celu uniknięcie regulacji, oraz metody presji stosowane przez sektor finansowy. Jeden z omawianych konfliktów interesów to powszechność sytuacji, w której pracownicy instytucji rządowych mających na celu regulowanie branży finansowej są zatrudniani przez sektor finansowy i zarabiają tam miliony dolarów.
Odnośnie do tematu rynku instrumentów pochodnych film stwierdza, że wysokie ryzyko związane z kredytami subprime było przenoszone z jednych inwestorów na innych, którzy – z powodu wątpliwych praktyk ratingowych – błędnie uważali, że inwestycje były bezpieczne. Tak więc kredytodawcy byli zachęcani do udzielania kredytów hipotecznych bez zwracania uwagi na ryzyko albo wręcz preferowali kredyty obarczone wyższą stopą procentową, gdyż po zgrupowaniu razem hipotek faktyczny stopień ich ryzyka był zamaskowany. Według filmu końcowe produkty finansowe miały często rating AAA, równy ratingowi obligacji skarbowych USA. Produkty te mogły być następnie nabywane nawet przez takich inwestorów jak fundusze emerytalne, które są zobowiązane do ograniczania się do najbezpieczniejszych inwestycji.
Kolejną kwestią są wysokie zarobki w branży finansowej oraz jak w ostatnich dekadach wzrosły one niewspółmiernie w stosunku do reszty gospodarki. Film ukazuje, że nawet w bankach, które upadły, ich kierownictwo zarabiało setki milionów dolarów w okresie bezpośrednio przed kryzysem, sugerując, że przekroczony tu został uzasadniony stosunek ryzyka do zysku.
Tematem, który oprócz autorów filmu niewiele osób poruszyło, jest rola środowisk akademickich w obszarach związanych z rozwojem kryzysu. Ferguson na przykład zauważa, że ekonomista Uniwersytetu Harvarda oraz były przewodniczący rady doradców ekonomicznych USA za prezydenta Ronalda Reagana, Martin Feldstein, był dyrektorem firmy ubezpieczeniowej AIG, a także byłym członkiem zarządu banku inwestycyjnego J.P. Morgan & Co.
Ferguson zwraca także uwagę na fakt, że wielu wiodących profesorów i wykładowców uczelni i wydziałów ekonomicznych często czerpie dużą część ze swoich zarobków albo będąc konsultantami, albo wygłaszając odczyty. Na przykład aktualny dziekan Columbia Business School, Glenn Hubbard, uzyskał dużą część swojego rocznego dochodu będąc konsultantem lub wygłaszając odczyty. Hubbard był także związany z KKR i BlackRock Financial. Zarówno Hubbard, jak i aktualny szef wydziału ekonomii Uniwersytetu Harvarda John Y. Campbell, zaprzeczają istnieniu jakiegokolwiek konfliktu interesów pomiędzy środowiskiem akademickim a sektorem bankowym. Sam Ferguson przyznał w replice zamieszczonej w Financial Times, że jednymi z najbardziej niepokojących faktów, z jakimi zapoznał się podczas tworzenia dokumentu, były: (i) brak na uczelniach macierzystych wymogu potwierdzania braku konfliktu interesów pracujących tam ekonomistów akademickich, którzy jednocześnie podejmują prace konsultacyjne dla sektora finansowego a także (ii) brak systematycznych informacji na temat wykonywanych prac zleconych i otrzymywanego z tego tytułu wynagrodzenia oraz brak jakichkolwiek limitów dochodów czerpanych przez ekonomistów akademickich z prac zlecanych przez sektor finansowy.
Film kończy się stwierdzeniem, że pomimo wprowadzenia pewnych regulacji finansowych w ostatnim czasie, istota systemu się nie zmieniła; banki są jeszcze większe niż były przed kryzysem, wszystkie zachęty do ryzykownych działań pozostały te same, a nikt ze szczytów branży finansowej nie został oskarżony w związku ze swoją rolą w wywołaniu globalnego kryzysu.

## Produkcja

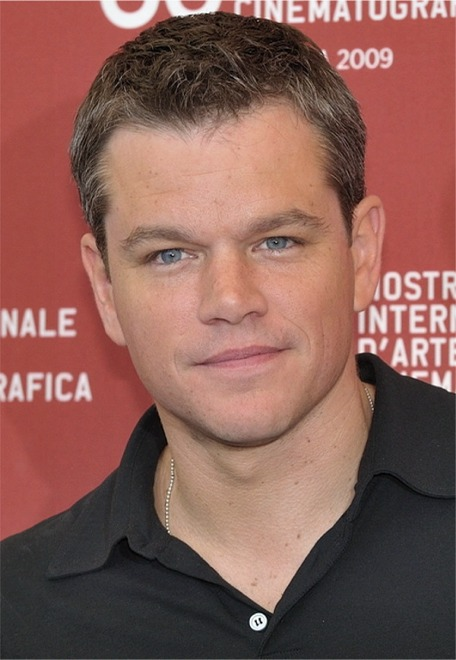
Matt Damon – narrator filmu

Produkcją Inside Job zajmowała się Audrey Marrs z Jeffreyem Lurie i Christiną Weiss Lurie jako producentami wykonawczymi. Za zdjęcia odpowiadały Svetlana Cvetko oraz Kalyanee Mam.
Ferguson, który zna się z ekonomistą Nourielem Roubinim od dziesięciu a z Charlesem R. Morrisem, pisarzem zajmującym się kwestiami finansowymi (obaj ostrzegali przed nadchodzącymi zawirowaniami ekonomicznymi) od dwudziestu lat, martwił się niestabilnością sektora finansowego długo przed krachem jesienią 2008. Niedługo po upadku Lehman Brothers we wrześniu 2008 Ferguson zdecydował skupić się na tym kryzysie w swoim następnym filmie dokumentalnym. 
Film rozpoczyna się w Islandii, gdzie podobny proces deregulacji finansowej z następującą po nim bańką w rozwoju sektora bankowego był przyczyną poważnego kryzysu finansowego. Zdjęcia lotnicze krajobrazu nie były filmowane przez Fergusona, ale udostępnione z islandzkiego filmu dokumentalnego Draumalandið. Jeden z reżyserów tego filmu (Andri Magnason) wypowiada się również w Inside Job.
Następnie wątek przenosi się do Stanów Zjednoczonych – następuje wprowadzenie przedstawiające niektóre z osób wypowiadających się później szerzej w filmie połączone z obszernymi zdjęciami Nowego Jorku z lotu ptaka. Segment ten, pół-żartem, pół-serio nazwany przez reżysera teledyskiem rockowym, zawiera jako ścieżkę dźwiękową przebój Petera Gabriela Big Time. Ferguson nazwał w komentarzu odreżyserskim proces pozyskiwania licencji na wykorzystanie tego utworu jako „bolesne doświadczenie” i ocenił, że opłata licencyjna wyniosła pięć procent całkowitego budżetu (około $100 000).
Alex Heffes skomponował muzykę, a Matt Damon użyczył głosu narratora. Koniec filmu wieńczy piosenka Congratulations zespołu MGMT.

## Odbiór filmu
Film otrzymał bardzo pozytywne recenzje, zdobywając ocenę 98% „świeżości” w serwisie Rotten Tomatoes, który zbiera recenzje od wielu oceniających. Jeden z reporterów po premierze filmu scharakteryzował go jako „znakomity obraz wywołujący oburzenie”, „wsparty rozmowami z Nourielem Roubinim, Barneyem Frankiem, George’em Sorosem, Eliotem Spitzerem, Charlesem R. Morrisem i innymi. „Ale najbardziej przekonujący”, kontynuuje, „jest chyba zaufany głos typowo amerykańskiego aktora Matta Damona, który referuje zażartą dekonstrukcję usług finansowych i rządu. To dość śmiałe posunięcie tego aktora”.
Film został wybrany na specjalny pokaz podczas 63. Międzynarodowego Festiwalu Filmowego w Cannes. Recenzentka The New York Times, Manohla Dargis, pisząca z Cannes opisała film jako:

…złożoną historię opowiedzianą niezmiernie dobrze oraz z dużą dozą czystego gniewu. [...] Film przekonująco wykłada swoje zasadnicze przesłanie, że krach 2008 roku był do uniknięcia. Ferguson płynnie wplata wykresy, klipy telewizyjne, zdjęcia i tytuły prasowe pomiędzy wywiady z gwiazdami (George’em Sorosem, Eliotem Spitzerem) oraz z mniej znanymi osobami, włącznie z właścicielką agencji towarzyskiej oraz terapeutą, którzy oboje zaspokajali potrzeby Wall Street w okresie przed kryzysem. Film kończy się niewiele później po tym, gdy Robert Gnaizda, wcześniej związany z Greenlining Institute – grupą dbającą o interesy mieszkańców – określa administrację Obamy 'rządem Wall Street', które to twierdzenie pan Ferguson wyraźnie wspiera.

Piszący z regionu południowo-zachodniej Florydy – rejonu głęboko dotkniętego kryzysem – inny recenzent, Dennis Maley, relacjonował: 

śledziłem oraz opisywałem dokładnie związane wydarzenia i nie mogę wymyślić lepszego sposobu wyjaśnienia zainteresowanej osobie tego paskudnego bałaganu niż polecenie jej obejrzenia tego filmu. Ferguson zajął się złożonym oraz czasem nudnym tematem i udało mu się go przedstawić nie tylko w sposób nadspodziewanie strawny, ale także bardzo zajmujący.

 Maley odnotował skuteczność podejścia reżysera, który „pozwala pełnym odpowiedziom mówić samym za siebie, ze znaczącą ciszą pod koniec wypowiedzi, która przypomina widzowi, że żaden kreatywny montaż nie był potrzebny” oraz podsumował film jako „pasjonującą relację z tego, co się wydarzyło, jak do tego doszło oraz – co najbardziej przerażające – dlaczego to wszystko zdarzy się ponownie.”

### Nagrody
| Nagroda                                 | Data ceremonii wręczenia nagrody | Kategoria                                  | Nominowany(i)                   | Rezultat   |
| --------------------------------------- | -------------------------------- | ------------------------------------------ | ------------------------------- | ---------- |
| Oscar                                   | 27 lutego 2011                   | najlepszy pełnometrażowy film dokumentalny | Charles Ferguson i Audrey Marrs | Wygrana    |
| Chicago Film Critics Association Awards | 20 grudnia 2010                  | najlepszy długometrażowy film dokumentalny |                                 | Nominowany |
| Gotham Independent Film Awards          | 29 listopada 2010                | najlepszy film dokumentalny                |                                 | Nominowany |
| Las Vegas Film Critics Society Awards   | 16 grudnia 2010                  | najlepszy film dokumentalny                |                                 | Nominowany |
| Online Film Critics Society Awards      | 3 stycznia 2011                  | najlepszy film dokumentalny                |                                 | Nominowany |
| Phoenix Film Critics Society Awards     | 28 grudnia 2010                  | najlepszy długometrażowy film dokumentalny |                                 | Nominowany |
| Writers Guild of America Awards         | 5 lutego 2011                    | najlepszy scenariusz filmu dokumentalnego  |                                 | Wygrana    |
| Directors Guild of America Awards       | 29 grudnia 2010                  | najlepszy film dokumentalny                |                                 | Wygrana    |